# Madiea Ghafoor
Madiea Ghafoor (* 9. September 1992 in Amsterdam) ist eine niederländische Sprinterin, die sich auf die 400-Meter-Distanz spezialisiert hat.

## Sportliche Laufbahn
Erste internationale Erfahrungen sammelte Ghafoor bei den Junioreneuropameisterschaften 2011 in Tallinn, bei denen sie die Bronzemedaille über 400 Meter gewann und mit der niederländischen 4-mal-400-Meter-Staffel mit einem neuen U20-Landesrekord den vierten Platz belegte. Zwei Jahre später belegte sie bei den U23-Europameisterschaften in Tampere den sechsten Platz über 400 Meter und Platz vier mit der 4-mal-100-Meter-Staffel. Bei den Weltmeisterschaften in Moskau schied sie mit der 4-mal-100-Meter-Staffel in der Vorrunde aus.
2014 nahm sie mit der Staffel an den Europameisterschaften in Zürich teil, konnte dort ihren Lauf im Finale aber nicht beenden. 2016 qualifizierte sie sich mit der 4-mal-400-Meter-Staffel für die Olympischen Spiele in Rio de Janeiro, bei denen sie im Vorlauf mit 3:26,98 min einen neuen Landesrekord aufstellten, aber dennoch das Finale verpassten. 2017 wurde sie bei den IAAF World Relays Vierte mit der 4-mal-100-Meter-Staffel. Bei den Weltmeisterschaften wurde sie mit der Langsprintstaffel im Vorlauf disqualifiziert; mit der 4-mal-100-Meter-Staffel erreichte sie ebenfalls nicht das Finale.
Bisher wurde sie zweimal niederländische Meisterin im Freien sowie viermal in der Halle.

## Drogenschmuggel
Nachdem Ghafoor im Anschluss an das Diamond-League-Meeting in der marokkanischen Hauptstadt Rabat zunächst spurlos verschwunden war, wurde sie am 18. Juni 2019 während einer Fahrt auf der A 3 nahe Emmerich von deutschen Zollbeamten gestoppt. Bei der Kontrolle ihres Wagens wurden 50 Kilogramm Crystal Meth und Ecstasy sowie über 12.000 Euro Bargeld gefunden, Ghafoor daraufhin festgenommen. Am 25. Juli 2019 wurde sie wegen Drogenbesitzes vor dem Landgericht Kleve angeklagt. Infolgedessen vertrat sie die Niederlande nicht bei den Leichtathletik-Weltmeisterschaften in Doha. Vor Gericht gab sie an, nicht gewusst zu haben, dass sie Drogen transportierte. Sie habe sich wegen eines Formtiefs dopen wollen und sich deshalb auf den Transport von Dopingmitteln eingelassen. Im November 2019 wurde sie zu achteinhalb Jahren Haft verurteilt.

## Bestleistungen
- 100 Meter: 11,42 s (+0,8 m/s), 26. Mai 2018 in Oordegem
  - 60 Meter (Halle): 7,25 s, 30. Dezember 2017 in Amsterdam
- 200 Meter: 23,40 s (−0,5 m/s), 26. Mai 2018 in Oordegem
  - 200 Meter (Halle): 24,02 s, 6. Februar 2014 in Stockholm
- 400 Meter: 51,60 s, 3. Juni 2018 in Hengelo
  - 400 Meter (Halle): 52,42 s, 22. Februar 2015 in Apeldoorn